# 1950 en science
| Années de la science : 1947 - 1948 - 1949 - 1950 - 1951 - 1952 - 1953    |
| Décennies de la science : 1920 - 1930 - 1940 - 1950 - 1960 - 1970 - 1980 |

Cet article présente les faits marquants de l'année 1950 en science.

## Évènements
- 29 mars : RCA fait la démonstration devant la presse à Whashington d'une télévision couleur basée sur un tube cathodique shadow mask[1]. Le 6 avril, RCA annonce la retransmission d’une image télévisée en couleur par câble coaxial[2].

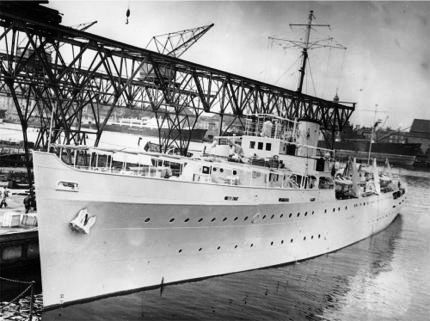
Le navire de recherche danois Galathea II.

- 15 octobre : départ de Copenhague de l'expédition de la Galathea II, dirigée par le biologiste danois Anton Bruun. Elle mène la première grande exploration des fosses sous-marines du Pacifique par des dragages à plus de 10 000 m. Elle se termine le 29 juin 1952[3],[4].

### Sciences de la vie
- 27 janvier : dans un article envoyé au Journal of Biological Chemistrypublié le 1er mars, Les chimistes américain Melvin Calvin, Andy Benson et James Bassham décrivent le mécanisme du cycle catalytique complet de la synthèse chlorophyllienne[5].

- 24 février : la cancérologue Odile Schweisguth crée le premier service européen de cancérologie infantile est ouvert au Centre régional de lutte contre le cancer de Villejuif[6].
- 13 mai : dans un article publié dans Nature, le chimiste autrichien Erwin Chargaff énonce les deux règles qui montrent que dans l'ADN le nombre de guanines est le même que celui de cytosines et que le nombre d'adénines est égale à celui de thymines[7].
- 23 octobre : des chercheurs de l’université de Toronto, dont John Alexander Hopps (en), Wilfred Bigelow et John Callaghan annoncent lors de la réunion de American College of Surgeons à Boston la mise au point d’un stimulateur cardiaque capable de relancer le cœur d’un animal ayant cessé de battre[8].
- 11 décembre : première synthèse de la chlorpromazine[9].

- Décembre : le virus de la myxomatose est introduit en Australie pour lutter contre la prolifération des lapins[10].

### Sciences physiques
- 9 février : découverte du Californium (cf), élément chimique de numéro atomique 98. Il a été synthétisé à l'Université de Californie à Berkeley par les physiciens Stanley Gerald Thompson (en), Kenneth Street, Jr. (en), Albert Ghiorso, et Glenn T. Seaborg[11],[12],[13].
- 12 février : au cours d’un colloque télévisé organisée par Eleanor Roosevelt sur NBC, Albert Einstein met en garde contre la production de la bombe H, susceptible d’entraîner l’anéantissement de toute vie[14].

- 21 mars : Gerard Kuiper effectue à l'Observatoire Palomar des mesures précises de Pluton dont le diamètre est estimé à 5 860 km et la masse d’environ 1/10 de celle de la Terre[15],[16].

- 1er avril : fondation de l'Atomic Weapons Establishment ; la Grande-Bretagne choisit le site d'Aldermaston comme base de ses études nucléaires[17].
- Après le 20 mai : alors qu'il déjeune avec trois autres scientifiques à Los Alamos, le physicien italien Enrico Fermi formule le Paradoxe de Fermi : « S'il y avait des civilisations extraterrestres, leurs représentants devraient être déjà chez nous. Où sont-ils donc ? »[18]

- Juin : Alfred Kastler publie sa découverte du pompage optique[19].
- 15 août : les physiciens Frederick Charles Frank (britannique) et William Thornton Read proposent un mécanisme de propagation des fissures dans les métaux dans un article publié dans la Physical Review[20].

### Sciences formelles
- Mars : le mathématicien américain Claude Shannon publie dans le Philosophical Magazine l'article « Programming a Computer for Playing Chess[21] » précurseur dans le développement des programmes d'échecs et introduisant le nombre de Shannon.

- 5 avril : le mathématicien John von Neumann et l'équipe du météorologue Jule Gregory Charney réalisent grâce à l’ordinateur ENIAC les premières prévisions météorologiques assistées par ordinateur[22].
- Avril : Richard Hamming publie un article fondamental sur les codes correcteurs[23],[24] et d'où sont issus le code de Hamming et la distance de Hamming.

- Octobre : le mathématicien britannique Alan Turing propose son test pour reconnaître une machine intelligente dans l'article « Computing Machinery and Intelligence » publié dans Mind[25]. Son prototype de calculateur programmable, l’Automatic Computing Engine, est finalement assemblé et mis en service le 10 mai par son collaborateur du National Physical Laboratory, James H. Wilkinson[26]. L'ACE est le premier ordinateur à effectuer des calculs en virgule flottante. Il sera commercialisé dès 1955.

## Publications
- Jean Rostand : La Biologie et l’avenir humain.
- William Shockley, Electrons and Holes in Semiconductors, Princeton (New Jersey), éd. van Nostrand, 554 p.
- Willi Hennig : Grundzüge einer Theorie der phylogenetischen Systematik (Fondements d'une théorie de la systématique phylogénétique), Deutscher Zentralverlag, Berlin 1950.
- Henri-Léon Lebesgue, Leçons sur les constructions géométriques, Paris, Gauthier-Villars, 318 p.
- Michel Leiris : L'ethnographe devant le colonialisme.

## Prix
- 10 décembre : Prix Nobel

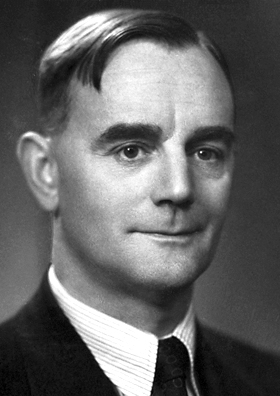
Cecil Frank Powell

  - Physique : Cecil Frank Powell, pour la découverte de la méthode photographique pour l’étude des rayons cosmiques.
  - Chimie : Otto Paul Hermann Diels, Kurt Alder (allemands, synthèse diénique).
  - Physiologie ou médecine : Edward Calvin Kendall (Américain), Tadeusz Reichstein (Suisse), Philip Showalter Hench (Américain) pour leurs travaux sur la cortisone.

- Prix Lasker
  - Prix Albert-Lasker pour la recherche médicale fondamentale : George Wells Beadle
  - Prix Albert-Lasker pour la recherche médicale clinique : Georgios Papanicolaou

- Médailles de la Royal Society
  - Médaille Copley : James Chadwick
  - Médaille Darwin : Felix Eugen Fritsch
  - Médaille Davy : John Simonsen
  - Médaille Hughes : Max Born
  - Médaille royale : Carl Pantin, Edward Appleton
  - Médaille Rumford : Frank Whittle

- Médailles de la Geological Society of London
  - Médaille Lyell : Samuel James Shand (en)
  - Médaille Murchison : Tom Eastwood (d)
  - Médaille Wollaston : Norman Levi Bowen

- Médaille Fields : Laurent Schwartz (français), Atle Selberg (norvégien)
- Médaille Linnéenne : Henry Nicholas Ridley

## Naissances

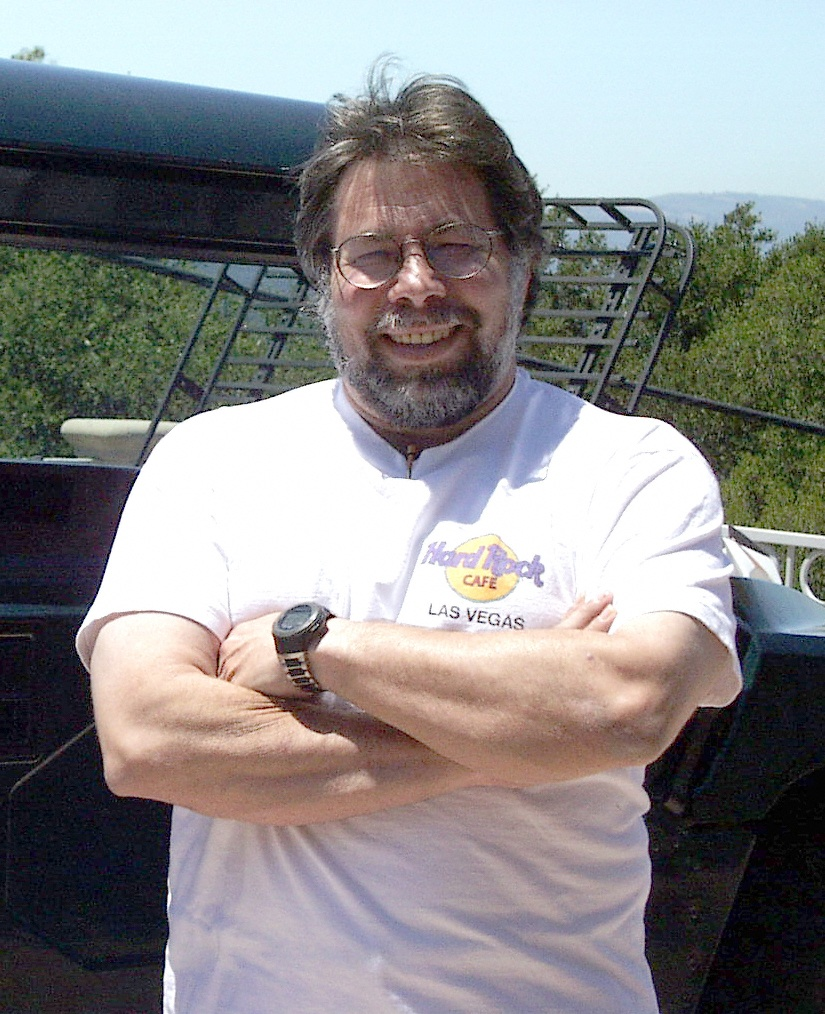
Steve Wozniak

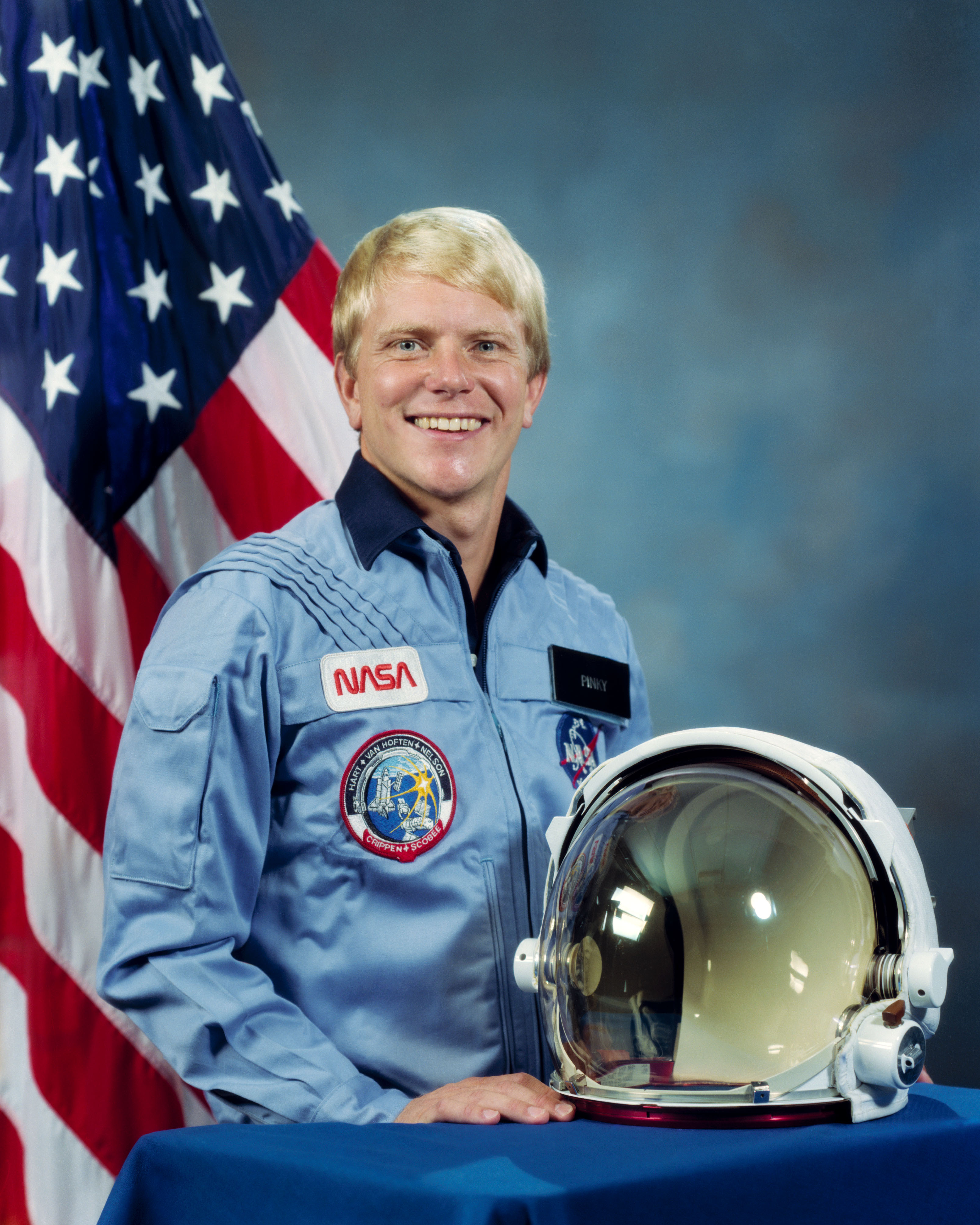
George D. Nelson

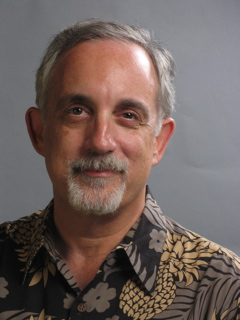
Mitch Kapor

- 1er janvier : Kyriakos Tamvakis, physicien théoricien grec.
- 9 janvier : Alec Jeffreys, généticien britannique.
- 18 janvier : Michael Tomasello, psychologue cognitif américain.
- 19 février : Jean-Dominique Lebreton, biomathématicien français.

- 1er mars : Neil Tennant, philosophe et logicien américain.

- 5 avril : Franklin R. Chang-Diaz, physicien et astronaute costaricien-américain.
- 9 avril : Kenneth D. Cockrell, astronaute américain.
- 16 mai : Georg Bednorz, physicien allemand, prix Nobel de physique en 1987.

- 1er juin : Guennadi Manakov, cosmonaute soviétique.
- 6 juin : Brigitte Vallée, mathématicienne et algorithmicienne française.
- 11 juin : Bjarne Stroustrup, informaticien danois, inventeur du langage de programmation C++.
- 28 juin :
  - Martin Schumacher, statisticien allemand.
  - Margaret Wu, statisticienne et psychométricienne australienne.

- 2 juillet : Doron Zeilberger, mathématicien et informaticien israélo-américain.
- 4 juillet : Penelope Maddy, mathématicienne américaine.
- 11 juillet : Lawrence J. DeLucas, astronaute américain.
- 13 juillet : George D. Nelson, astronaute américain.
- 20 juillet : László Babai, professeur de mathématiques et d'informatique hongrois.

- 1er août : Hervé Moulin, mathématicien et économiste français.
- 11 août : Steve Wozniak, informaticien et électronicien américain d'origine polonaise, cofondateur d'Apple.
- 24 août : Timothy White, archéologue et paléontologue américain.

- 12 septembre : David Rohl, égyptologue et historien anglais.
- 13 septembre : Douglas Lenat (mort en 2023), chercheur américain en intelligence artificielle.

- 1er octobre : Boris Moroukov, cosmonaute soviétique.
- 21 octobre : Ronald McNair (mort en 1986), astronaute américain.

- 1er novembre :
  - Mitch Kapor, informaticien américain, fondateur de Lotus Development Corporation.
  - Robert B. Laughlin, physicien américain, prix Nobel de physique en 1998.
- 16 novembre :
  - Carl J. Meade, astronaute américain.
  - Alexander Stepanov, informaticien d'origine soviétique.
- 19 novembre : Halbert White (mort en 2012), statisticien économètre américain.
- 21 novembre : Bertrand Meyer, informaticien français.
- 28 novembre : Russell Alan Hulse, physicien américain, prix Nobel de physique en 1993.

- 4 décembre : Ingo Wegener (mort en 2008), informaticien allemand ;
- 28 décembre : Clifford Cocks, mathématicien et cryptographe britannique.

- Marc Abélès, anthropologue et ethnologue français.
- James Binney, astrophysicien britannique.
- Don Coppersmith, mathématicien et cryptologue américain.
- Shinichi Fujimura, archéologue japonais.
- Kwok Yuen Ho, informaticien chinois.
- Douglas Lenat, chercheur en intelligence artificielle américain.
- Mary Leng, philosophe britannique des sciences.
- André Pichot, chercheur au CNRS en épistémologie et histoire des sciences.
- Alberto Siliotti, égyptologue italien.
- Jorge Stolfi, professeur d'informatique et linguiste brésilien.
- Jean-René Trochet, géographe et ethnologue français.
- Malcolm J. Williamson (mort en 2015), mathématicien et cryptographe britannique.

## Décès

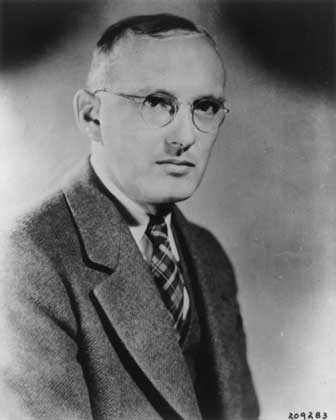
Karl Jansky

- 26 janvier : Herbert Eustis Winlock (né en 1884), égyptologue américain.
- 12 février : Dirk Coster (né en 1889), physicien néerlandais.
- 25 février : George Minot (né en 1885), médecin américain, prix Nobel de physiologie ou médecine en 1934.
- 27 février : Battiscombe George Gunn (né en 1883), égyptologue anglais.

- 29 avril : Conrad Kilian (né en 1898), géologue français.

- 9 mai : Esteve Terradas (né en 1883), mathématicien et ingénieur espagnol.
- 16 mai : Alice Kober (né en 1906), professeur de lettres classiques et archéologue américaine.

- 18 juillet : Mignon Talbot (née en 1869), paléontologue américaine.
- 31 juillet : Fernand Angel (né en 1881), zoologiste français.

- 5 août : Emil Abderhalden (né en 1877), biochimiste et physiologiste suisse.
- 19 août : Giovanni Giorgi (né en 1871), physicien italien.

- 12 septembre : René de Saint-Périer (né en 1877), naturaliste, archéologue et préhistorien français.
- 21 septembre : Edward Arthur Milne (né en 1896), mathématicien et astrophysicien britannique.
- 25 septembre : George Kingsley Zipf (né en 1902), linguiste et philologue américain.

- 8 octobre : Bernhard Grdseloff (né en 1915), égyptologue polonais.
- 10 décembre : Annie Montague Alexander (née en 1867), paléontologue américaine.
- 11 décembre : Leslie Comrie (né en 1893), astronome et pionnier de l'informatique britannique, d'origine néo-zélandaise.
- 31 décembre : Yoshio Mikami (né en 1875), mathématicien japonais et historien du wasan.
- Henri Gauthier (né en 1877), égyptologue français.